# Pilea robinsonii
Pilea robinsonii är en nässelväxtart som beskrevs av Adolph Daniel Edward Elmer. Pilea robinsonii ingår i släktet pileor, och familjen nässelväxter. Inga underarter finns listade i Catalogue of Life.